# Rovbäcksländor
Rovbäcksländor (Perlodidae) är en familj av bäcksländor. Enligt Catalogue of Life ingår rovbäcksländor i överfamiljen Perloidea, ordningen bäcksländor, klassen egentliga insekter, fylumet leddjur och riket djur, men enligt Dyntaxa är tillhörigheten istället ordningen bäcksländor, klassen egentliga insekter, fylumet leddjur och riket djur. Enligt Catalogue of Life omfattar familjen Perlodidae 301 arter. 

## Bildgalleri

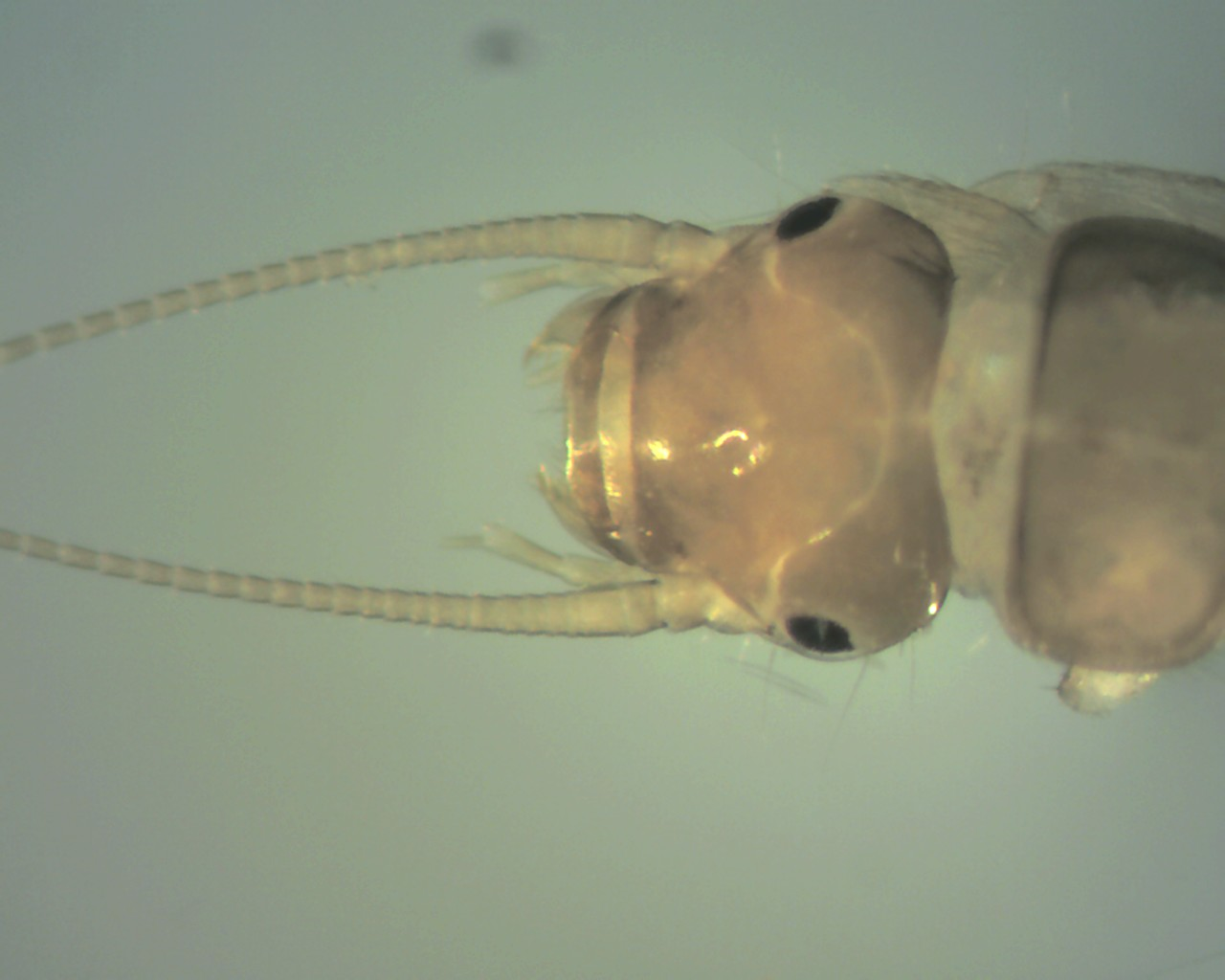
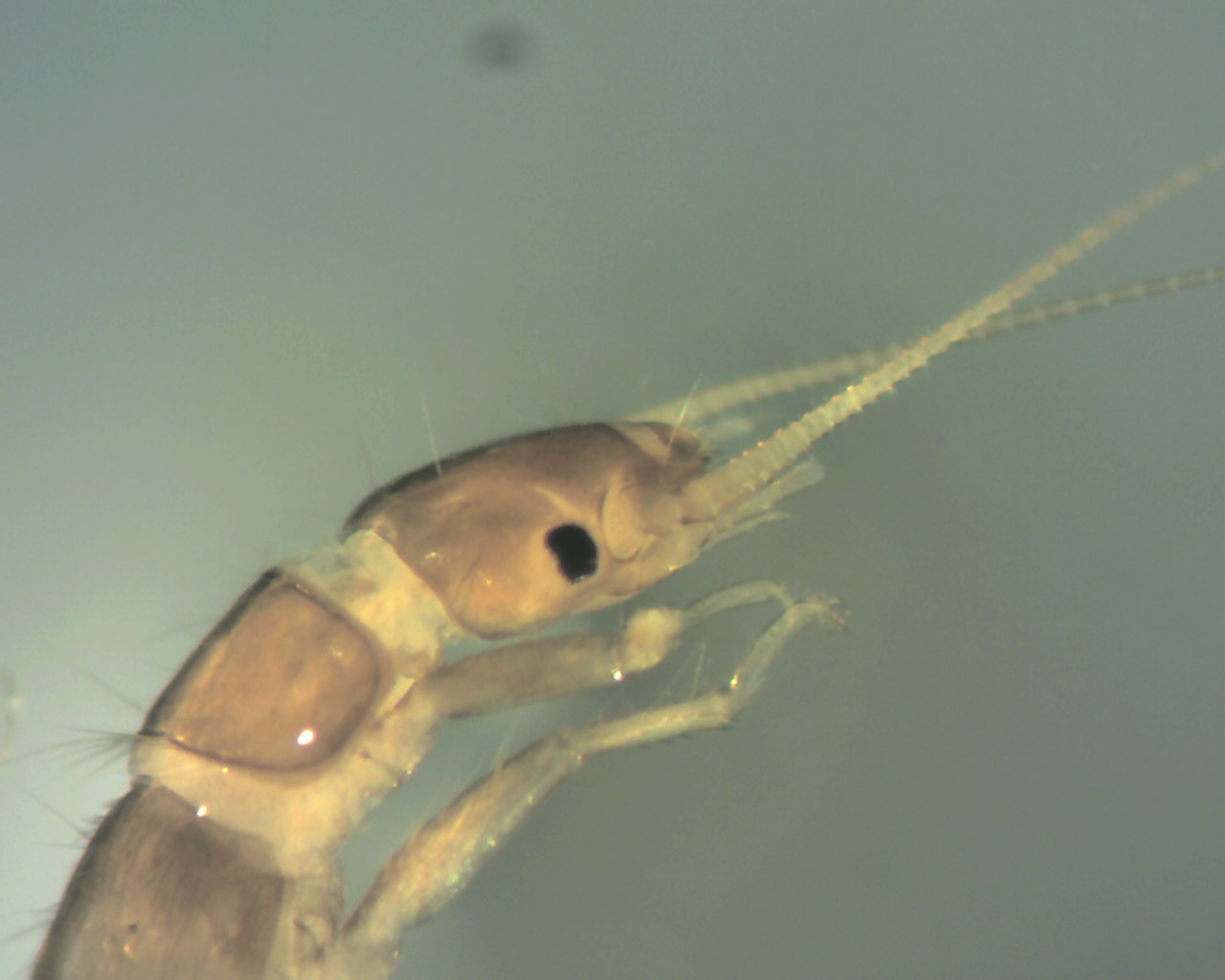
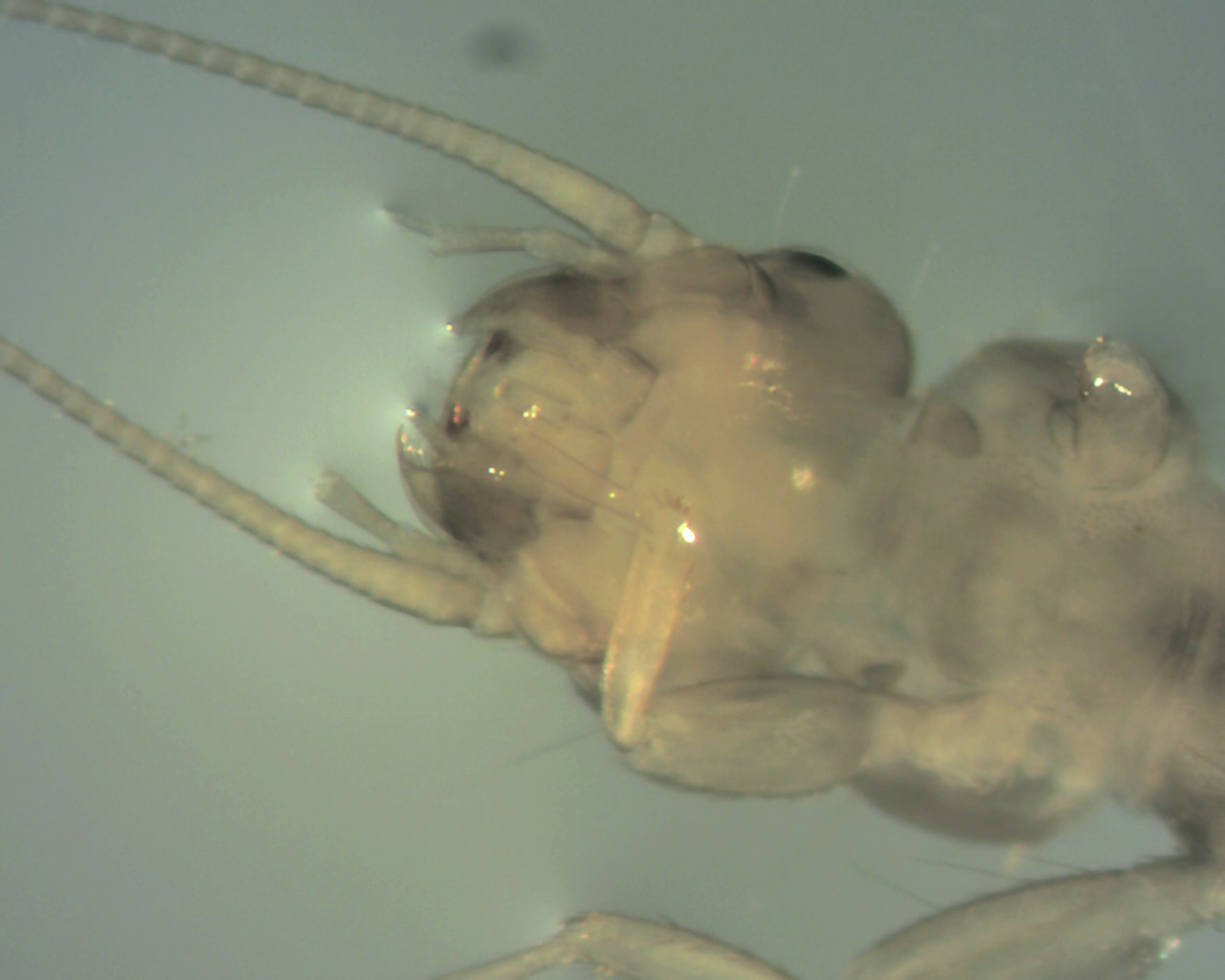
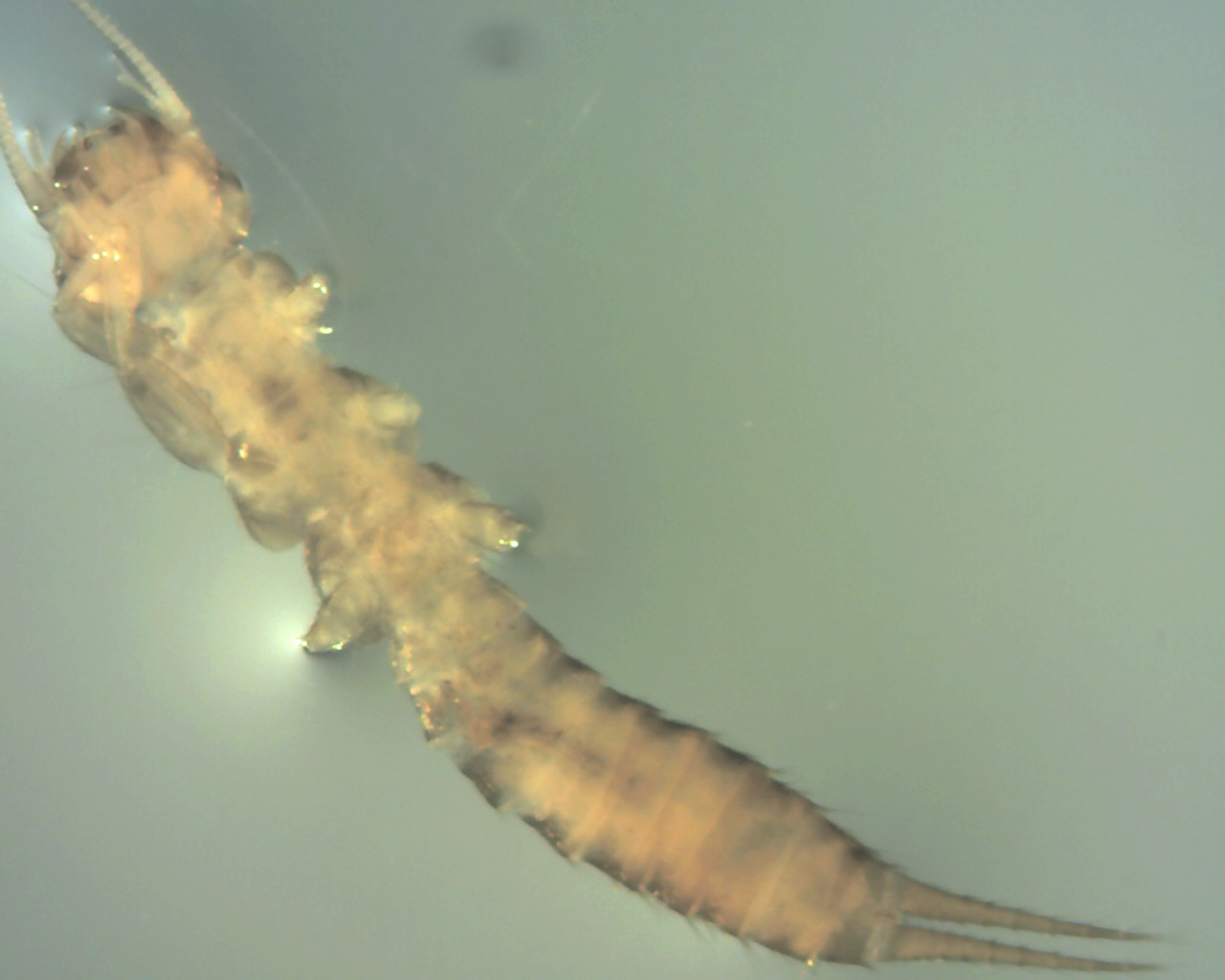
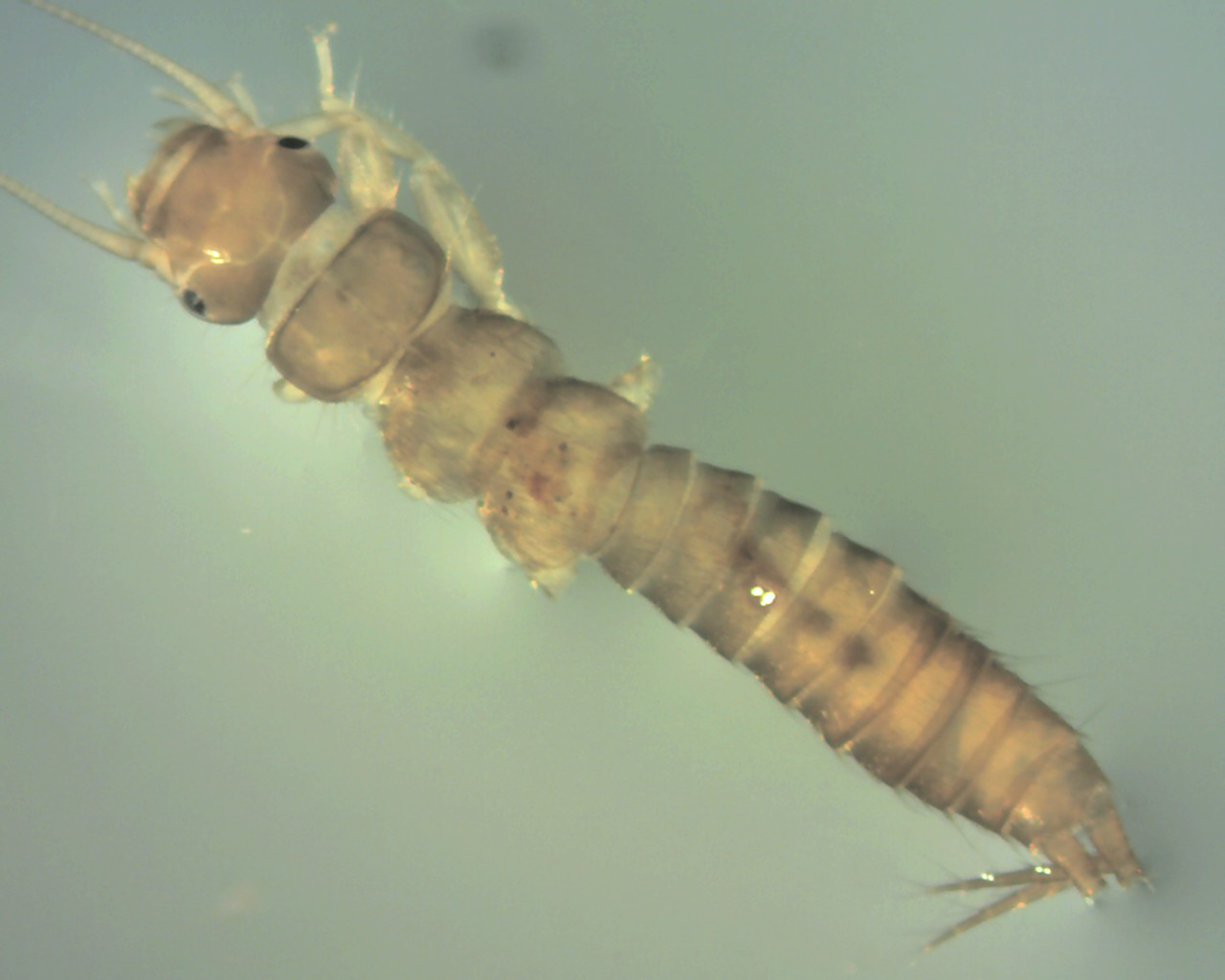
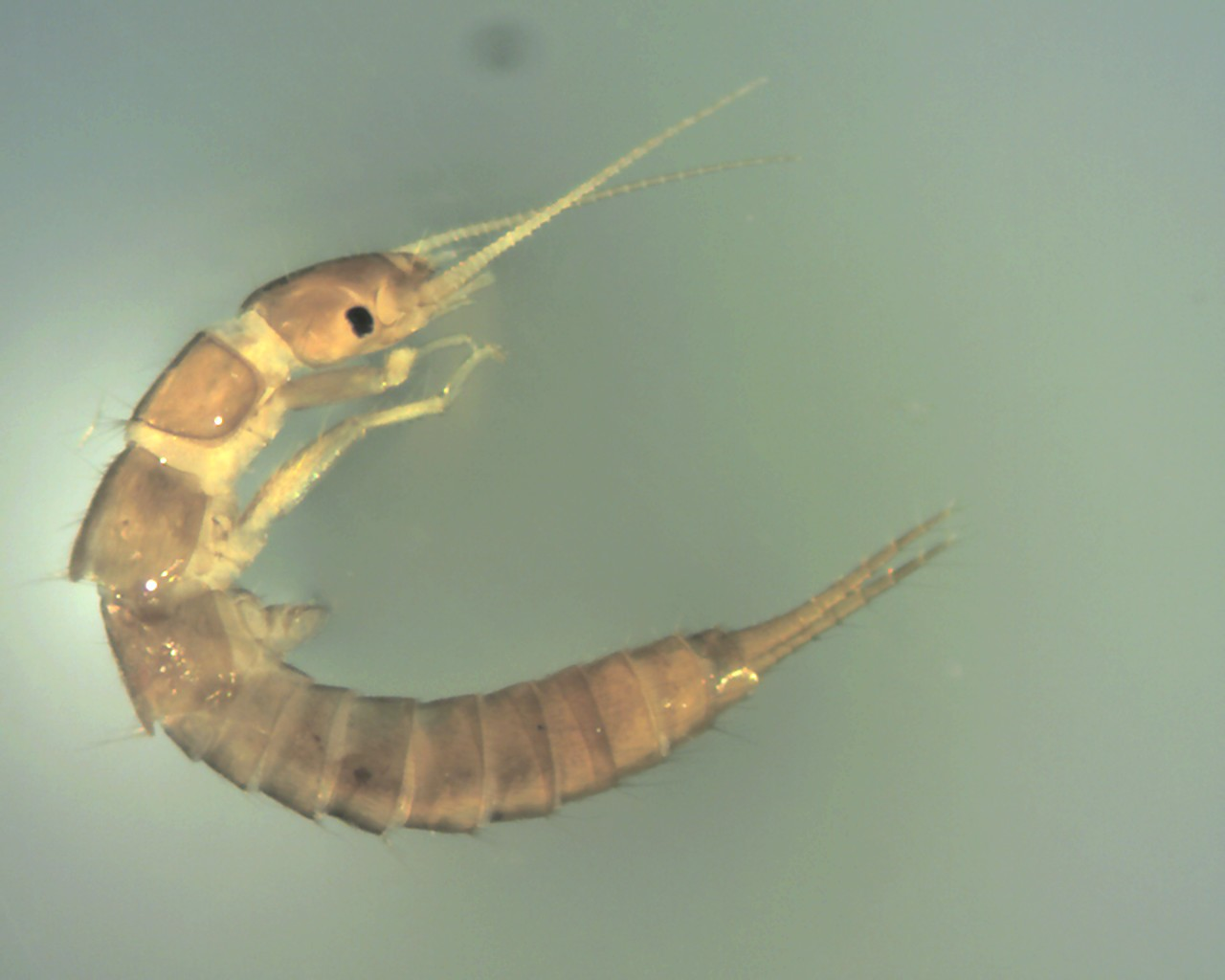

## Dottertaxa till rovbäcksländor, i alfabetisk ordning[1][2]
- Afroperlodes
- Arcynopteryx
- Baumannella
- Besdolus
- Bulgaroperla
- Calliperla
- Cascadoperla
- Chernokrilus
- Clioperla
- Cosumnoperla
- Cultus
- Dictyogenus
- Diploperla
- Diura
- Filchneria
- Frisonia
- Guadalgenus
- Hedinia
- Helopicus
- Hemimelaena
- Hydroperla
- Isogenoides
- Isogenus
- Isoperla
- Kaszabia
- Kogotus
- Levanidovia
- Malirekus
- Megarcys
- Mesoperlina
- Neofilchneria
- Oconoperla
- Oroperla
- Osobenus
- Ostrovus
- Perlinodes
- Perlodes
- Perlodinella
- Pictetiella
- Protarcys
- Pseudomegarcys
- Rauserodes
- Remenus
- Rickera
- Salmoperla
- Setvena
- Skwala
- Sopkalia
- Stavsolus
- Susulus
- Tadamus
- Yugus
- Zhiltzovaia